# Marc Newson

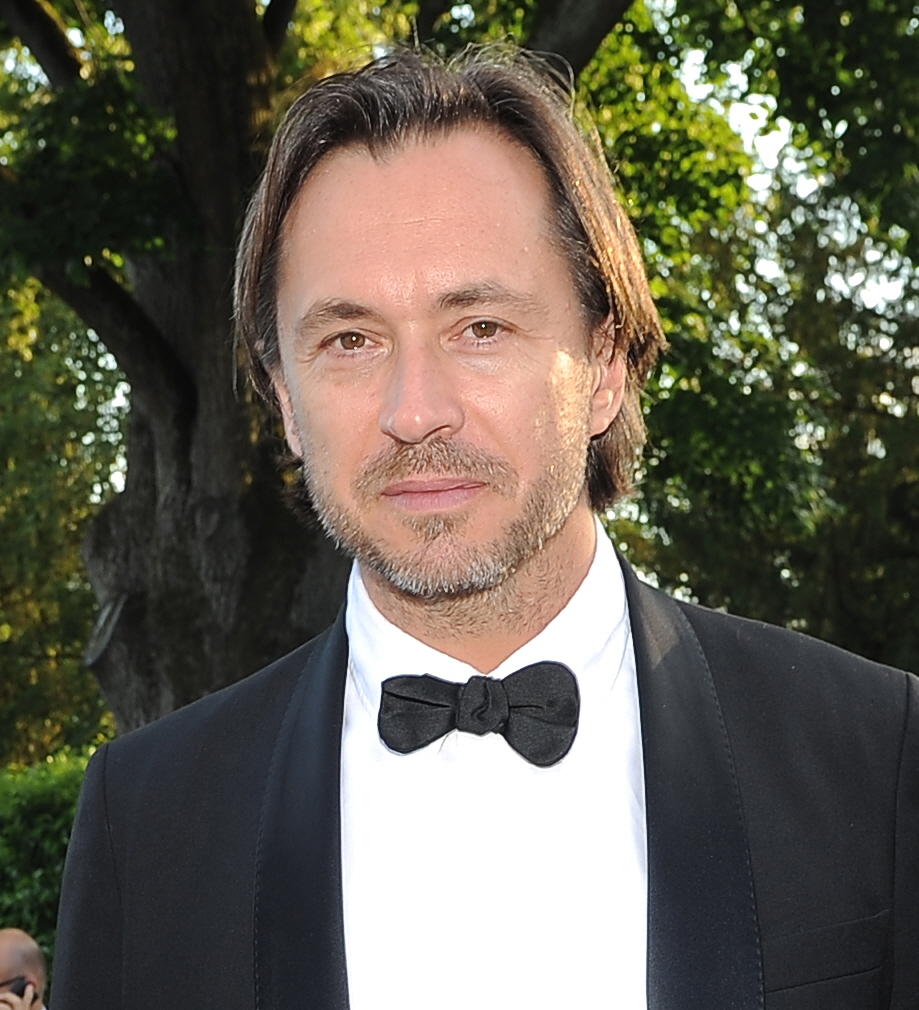
Marc Newson (2011)

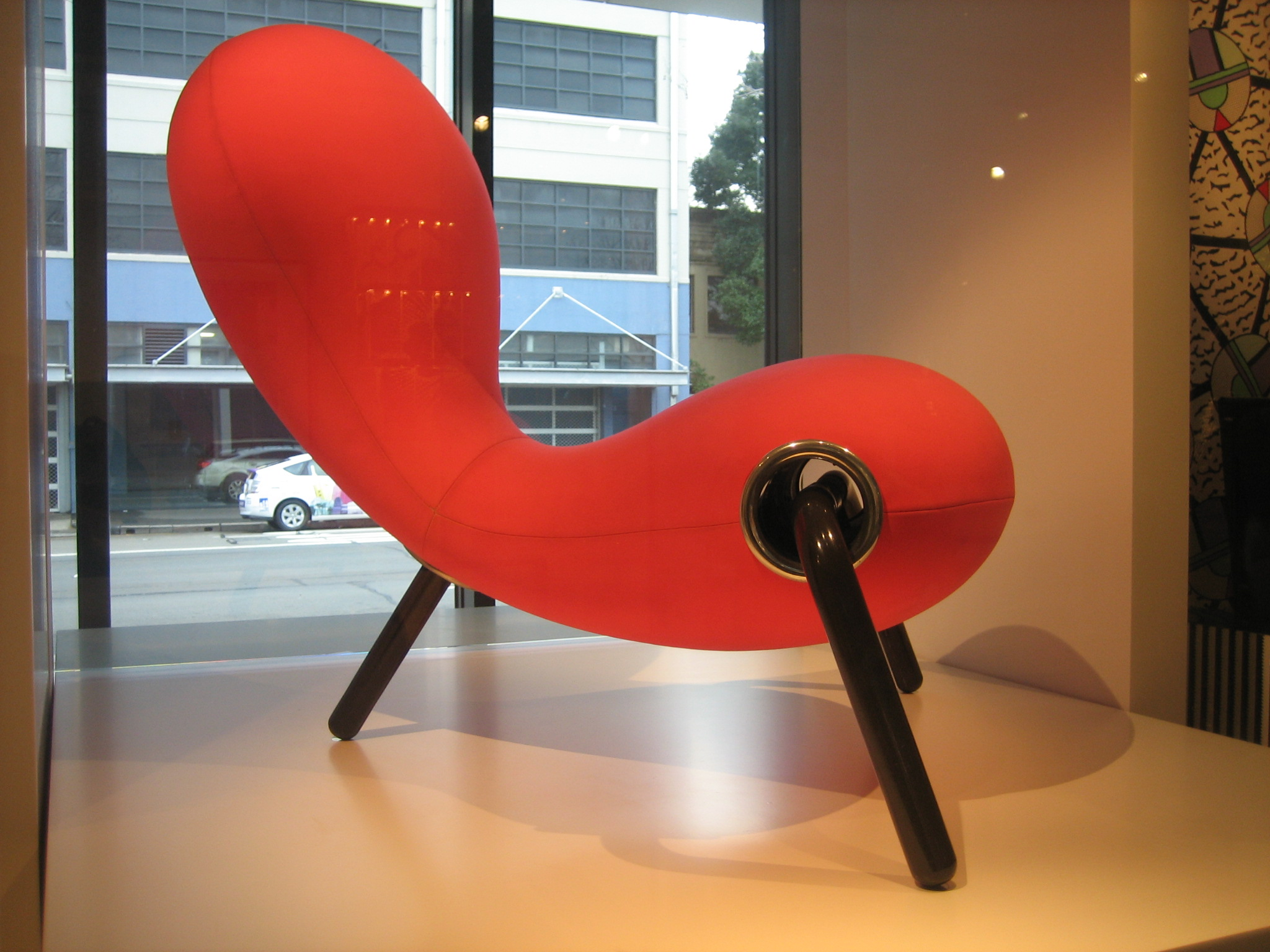
Embryo Chair (1988)

Marc Andrew Newson, CBE (* 20. Oktober 1963 in Sydney) ist ein preisgekrönter australischer Designer und Unternehmer.

## Leben
1984 machte Newson seinen Abschluss am Sydney College of the Arts mit dem Schwerpunkt Schmuck und Skulptur. Über Tokio und Paris führte ihn der Weg nach London, wo er seit 1997 mit einem Partner ansässig ist.

## Werk
Marc Newson ist unter anderem Kreativdesigner bei Qantas; andere bekannte Kunden sind Boucheron, Dom Pérignon, Leica sowie TASCHEN. Seit 2003 arbeitet er auch für G-Star, seit 2014 für Apple. Er ist Mitgründer der Uhrenfirma Ikepod. Newson verkauft seine Möbel über den einflussreichen Galeristen Larry Gagosian. 2011 erhielt er den Lucky Strike Designer Award.

## Trivia
Seine Arbeiten erzielten bei Auktionen Höchstpreise: Sotheby’s versteigerte einen seiner drei Lockheed Lounge Stühle 2006 für $968.000; 2009 erteilte Phillips de Pury & Company den Zuschlag für ein weiteres Exemplar der Aluminium-Liegen bei £1.100.000.
2005 zählte ihn die Zeitschrift Time zu den 100 einflussreichsten Menschen des Jahres.

## Ausstellungen
- 2013/2014: Mike Newson: At Home., Philadelphia Museum of Art.[9]